# Marie Marmaille
Pour plus de détails, voir Fiche technique et Distribution.
Marie Marmaille est un téléfilm français réalisé par Jean-Louis Bertuccelli, diffusé en 2002,. Il s'agit de l'avant-dernier long métrage de ce réalisateur. Les rôles principaux sont tenus par Ludivine Sagnier et Jérémy Sitbon.

## Synopsis
Un matin d'avril 1942, une rafle de Juifs a lieu dans un immeuble. Maurice Rosenwald, un enfant juif, réussit discrètement à échapper à la rafle et se cache dans l'appartement vide d'une voisine, Marie qui travaille à la poste. Marie rentre chez elle, portant sa valise et se fait bousculer par un policier qui sortait de l'immeuble. La valise s'ouvre sous le choc. Le policier aide Marie à remettre ses affaires dans sa valise et remarque des victuailles parmi celles-ci. Avant de partir, le policier fait des sous-entendus pour lui faire comprendre qu'il la soupçonne de faire du marché noir. Marie rentre dans son appartement. Elle est rejointe peu après par Yves son amoureux. Ils font l'amour. Maurice, caché, observe la scène. Après le départ d'Yves, Marie découvre Maurice. Comprenant qui il est, elle panique dans un premier temps et exige qu'il parte. Puis elle change d'avis et décide de le cacher chez ses parents à la campagne. Le lendemain ils s'y rendent en train. L'amoureux de Marie est cheminot dans la gare du village. Les parents de Marie tiennent une auberge. Marie présente Maurice comme le fils d'une collègue qui lui a confié, car elle ne peu pas s'en occuper. Ses parents sont heureux de l'héberger. Marie a suscité l'intérêt personnel d'un policier, qui met peu de temps pour apprendre ce qu'elle a fait et se lance à sa poursuite. 
Obligée de chercher d'autres refuges avec Maurice, elle finira par se trouver chargée de faire passer huit enfants juifs en zone libre.

## Fiche technique
Sauf mention contraire, cette fiche technique est établie à partir d'IMDb
- Titre international : Marie's Children
- Réalisation : Jean-Louis Bertuccelli
- Scénario : Jacques Fansten, Claude Gutman et Gérard Mordillat
- Musique : François Ribac
- Décors : Yvetta Kotcheva
- Costumes : Eve-Marie Arnault et Boryana Semerdjieva
- Photographie : Alain Ducousset
- Montage : Nicolas Barachin et Marie-Christine Ruh
- Production : Véra Belmont
- Sociétés de production : France 2, Stéphan Films et CNC (participation)
- Sociétés de distribution : AB International Distribution (pour le Monde) et France 2 (pour la France)
- Pays d’origine :  France
- Langue originale : français
- Format : couleur et son stéréo
- Genre : drame
- Durée : 91 minutes
- Dates de sortie : 
  - France : 18 février 2002
  - Argentine, Brésil et Mexique : 14 janvier 2005
- Classification : Tous publics en France

## Distribution
- Ludivine Sagnier : Marie
- Jérémy Sitbon : Maurice Rosenwald / Maurice Lebrun
- Christian Charmetant : Gaudinier, le policier
- Dominique Monegger (créditée comme Dominique Moneger) : la concierge de l'immeuble
- Benoît Giros : Yves, amoureux de Marie, résistant
- Michèle Brousse : la mère de Marie
- Christian Sinniger : le père de Marie
- Valérie Moreau : Paulette, résistante
- Claude Tissot : le père Jacques